# Neil Sheehan
Cornelius Mahoney « Neil » Sheehan (Holyoke, 27 d'octubre de 1936 - Washington DC, 7 de gener de 2021) va ser un periodista estatunidenc.
Com a periodista del New York Times el 1971, Sheehan va obtenir documents classificats coneguts com Pentagon Papers a través de Daniel Ellsberg. La seva sèrie d'articles sobre aquest tema revela informació secreta del Departament de Defensa dels Estats Units sobre la Guerra del Vietnam que porta a un judici del Tribunal Suprem dels Estats Units, New York Times Co. v. United States, quan el govern dels Estats Units intenta aturar la seva publicació.
Va rebre un premi Pulitzer i un National Book Award pel seu llibre de 1988, A Bright Shining Lie, sobre la vida del tinent coronel John Paul Vann i la participació dels Estats Units a la guerra del Vietnam.